# Bryan Coleman
Pour les articles homonymes, voir Coleman.
Bryan Ernest D. B. Coleman, né à Londres le 29 janvier 1911 et mort dans le comté de Dorset le 4 juillet 2005 , est un acteur britannique de télévision et de cinéma.

## Filmographie partielle
- 1952 : La Femme du planteur
- 1953 : La Rose et l'Épée  (The Sword and the Rose)
- 1957 : The Truth About Women de Muriel Box
- 1958 : Le Sang du vampire (Blood of the Vampire) d'Henry Cass
- 1962 : Le Jour le plus long
- 1971 : Zeppelin
- 1986 : Mona Lisa
- 1992 : The Crying Game
- 1992 : Chaplin